# Plaveč (Drahouš)

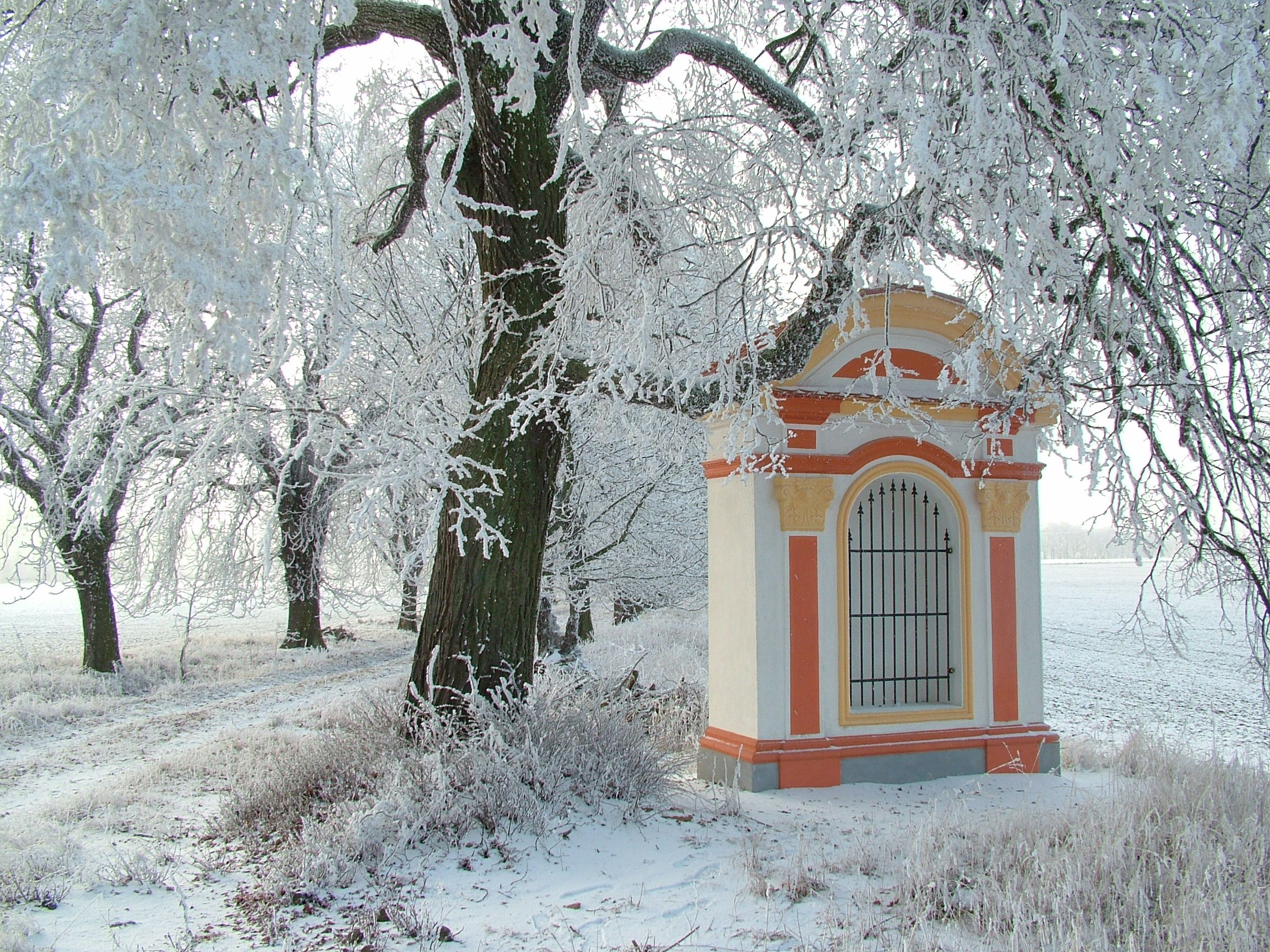
Kapelle Maria Altötting

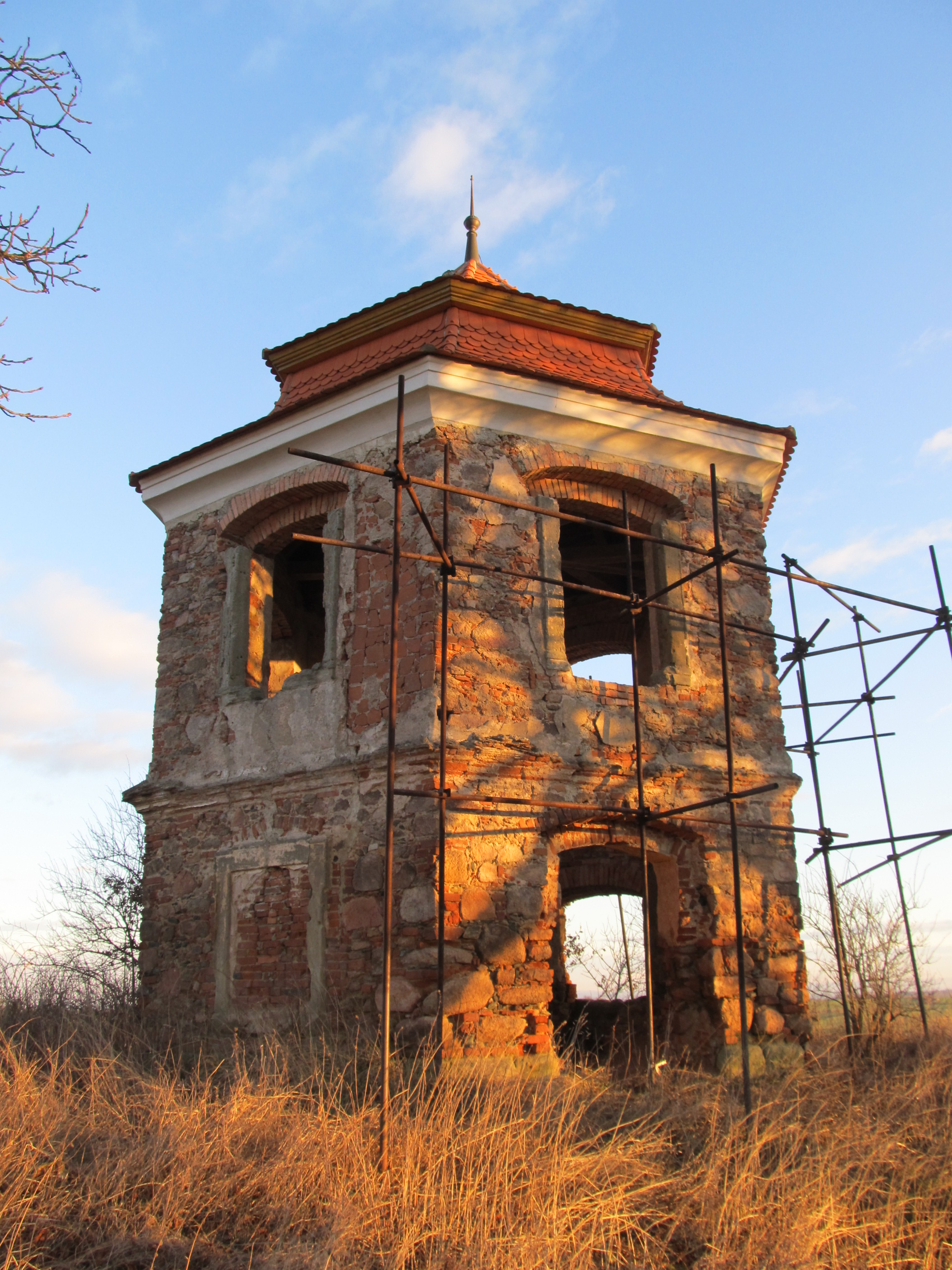
Plawitscher Lusthaus

Plaveč (deutsch Plawitsch) ist eine Einschicht der Gemeinde Drahouš (Drahuschen) in Tschechien. Sie liegt drei Kilometer südöstlich von Jesenice (Jechnitz) und gehört zum Okres Rakovník.

## Geographie
Die Einschicht Plaveč befindet sich auf dem Gebiet des Naturparks Jesenicko in der Rakovnická pahorkatina (Rakonitzer Hügelland). Plaveč liegt auf dem dem Plavečký vrch (Plawetschberg; 603 m n.m.) nördlich vorgelagerten Sattel U Vyhlídky (581 m n.m.). Gegen Osten und Süden erstreckt sich der Hubertuswald. Östlich erhebt sich der Obecní vrch (Gemeindeberg; 589 m n.m.). Bei den zwei Teichen südlich des Hofes entspringt der Drahoušský potok (Drahuschner Bach).
Nachbarorte sind Račí Hrad im Norden, Kosobody (Gossawoda), Soseň (Sossen) und Klečetné (Kletscheding) im Nordosten, Řeřichy (Röscha) und Hůrky (Bergwerk) im Osten, Hokovské Domky (Hokauer Häuseln), Velká Chmelištná (Groß Chmelischen) und Svatý Hubert (Sankt Hubert) im Südosten, Smrk und Lhota (Welhoten) im Süden, Otěvěky (Nedowitz), Žďár (Schaar) und Tlestky (Tlesko) im Südwesten, Drahouš im Westen sowie Jesenice im Nordwesten.

## Geschichte
Plaveč war bis ins 15. Jahrhundert ein Afterlehen der Königsburg Křivoklát, es bestand aus einem Rittersitz und dem gleichnamigen Dorf. Das Dorf erlosch vermutlich während der Hussitenkriege. In der Mitte des 16. Jahrhunderts gehörte das Gut Plaveč dem Viktorin von Kukstein. Ab 1609 war Plaveč dem Gut Soseň zugeschlagen, dieses wurde 1620 durch Jaroslaw Kolowrat-Liebsteinsky d. Ä. mit der Herrschaft Petersburg vereinigt. Die nach der Schlacht am Weißen Berg konfiszierte Herrschaft wurde 1623 an Hermann Czernin von Chudenitz verkauft. Anstelle des erloschenen Rittersitzes entstand ein Meierhof.
Zu Beginn des 18. Jahrhunderts ließen die Grafen Czernin von und zu Chudenitz im Hubertuswald ein Jagdschloss und am Waldrand östlich des Hofes Plawitsch die Wallfahrtskapelle der Maria von Altötting anlegen. Wegen des schönen Ausblickes vom Sattel hinter dem Meierhof wurde dort um 1750 als Attraktion für die Jagdgesellschaften das Plawitscher Lusthaus errichtet. Zum Ende des 18. Jahrhunderts wurde der Ort Plawicž in Schallers Topographie des Königreichs Böhmen ohne Angabe der Häuserzahl aufgeführt.
Im Jahre 1846 war der im Saazer Kreis gelegene und nach Drahuschen konskribierte einschichtige Hof Plawitsch bzw. Plawič einer der elf durch die Herrschaft Petersburg in Eigenregie betriebenen Meierhöfe. Pfarr- und Schulort war Jechnitz. Bis zur Mitte des 19. Jahrhunderts blieb Plawitsch zur Fideikommiss-Herrschaft Petersburg untertänig.
Nach der Aufhebung der Patrimonialherrschaften bildete Plawitsch / Plavič ab 1850 einen Wohnplatz der Gemeinde Drahuschen / Drahouš im Gerichtsbezirk Jechnitz. Ab 1868 gehörte Plawitsch zum Bezirk Podersam. Im Jahre 1900 hatte Plawitsch zehn Einwohner und bestand aus zwei Häusern. Die Fluren des Meierhofs nahmen 20 % der Gemeindefläche ein; wegen der Höhenlage wurden vor allem Rotklee und anderes Futter angebaut, jedoch brachte auch der Weizen noch befriedigende Erträge. 1901 wurde die Schulgemeinde Drahuschen-Tlesko gebildet, auch die Kinder aus Plawitsch wurden fortan in Drahuschen unterrichtet. Der Meierhof wurde zu Beginn des 20. Jahrhunderts modernisiert und westlich um eine Scheune erweitert.
Nach dem Ersten Weltkrieg zerfiel der Vielvölkerstaat Österreich-Ungarn, Plawitsch wurde 1918 Teil der neu gebildeten Tschechoslowakischen Republik. Beim Zensus von 1921 wurde der Hof Plawitsch als zu Drahuschen gehörige Einschicht aufgenommen, statistische Angaben sind nicht erfasst. Der tschechische Ortsname wurde in den 1920er Jahren in Plaveč abgeändert. Nach dem Münchner Abkommen wurde Plawitsch im Oktober 1938 dem Deutschen Reich zugeschlagen und gehörte bis 1945 zum Landkreis Podersam. Nach dem Ende des Zweiten Weltkrieges kam Plaveč zur wiedererrichteten Tschechoslowakei zurück. Die Grafen Czernin wurden 1945 enteignet. Neuer Eigentümer des Hofes wurde das Staatsgut Čistá, später das Staatsgut Jesenice.
Bei der Gebietsreform von 1960 wurde Plaveč dem Okres Rakovník zugeordnet. Zwischen 1976 und 1992 gehörte die Einschicht zu Jesenice. Seit dem 1. Januar 1993 ist Plaveč wieder Teil der Gemeinde Drahouš. Der nach der Samtenen Revolution privatisierte Hof wird nicht mehr landwirtschaftlich genutzt.

## Ortsgliederung
Die Einschicht Plaveč ist Teil des Katastralbezirkes Drahouš.

## Sehenswürdigkeiten
- Letohrádek Plaveč (Plawitscher Lusthaus), nordwestlich des Hofes auf einem unbewaldeten Sattel, der ehemals weißgetünchte eingeschossige Bau mit sechseckigem Grundriss bot einen weiten Ausblick auf das Duppauer- und Erzgebirge. Nach dem Zweiten Weltkrieg verfiel das Lusthaus zur Ruine. Inzwischen wurde das Dach wiederhergestellt.[4]
- Nischenkapelle der Jungfrau Maria von Altötting (volkstümlich Maria Alltätig genannt), östlich des Hofes an der Kastanienallee. Sie wurde zu Beginn des 18. Jahrhunderts zusammen mit dem Jagdschloss Hubertiwald errichtet und war früher Ziel zahlreicher Prozessionen. Die nach dem Zweiten Weltkrieg dem Verfall überlassene Kapelle wurde 2004  – ohne Altarbild – rekonstruiert.[5]
- Kastanienallee, sie führt vom Černý les (Schwarzes Holz) bei Jesenice vorbei am Lusthaus zum Hof und von dort zur Kapelle Maria Altötting und in den Hubertiwald
- Kreuzstein, südlich hinter dem Hof